# Manoel Borba
Manoel Antônio Pereira Borba (Timbaúba, 19 de março de 1864 – Recife, 11 de agosto de 1928) foi um advogado e político brasileiro.

## Carreira
Foi prefeito de Goiana, deputado federal, senador da República e presidente de Pernambuco (equivalente ao cargo de governador, atualmente) de 18 de dezembro de 1915 a 18 de dezembro de 1919. Enquanto governador, criou a Imprensa Oficial, construiu estradas e pontes, principalmente. 
Morreu em 11 de agosto de 1928. Depois de engolir um osso de galinha, teve que passar por uma cirurgia e sendo diabético não resistiu. Morreu aos 64 anos no Hospital Português.